# ورونچن (گمینا پوبیجسکا)

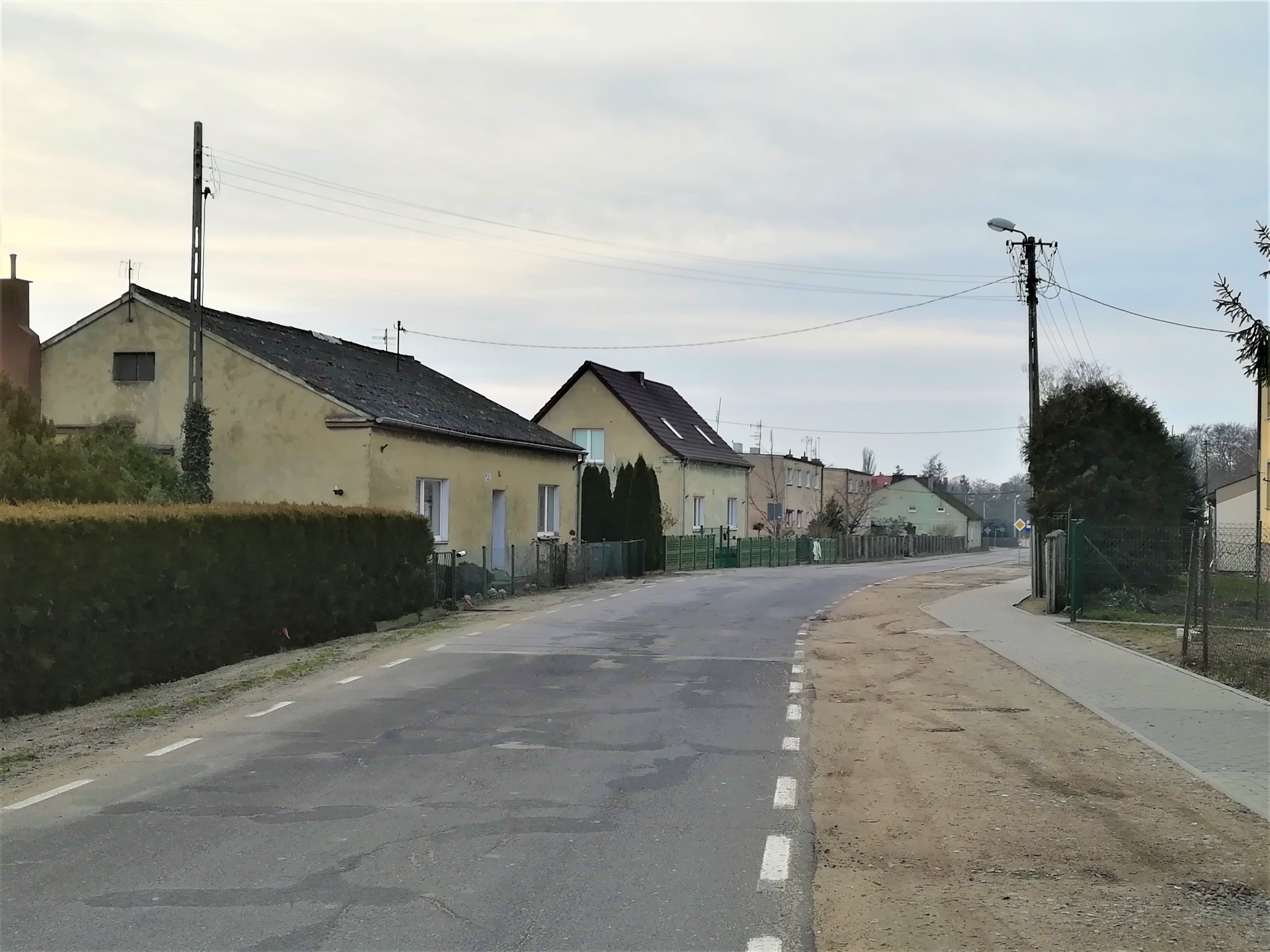
روستای Wronczyn، شهرستان پوزنان

ورونچن (به لاتین: Wronczyn) یک روستا در لهستان است که در گمینا پوبیجسکا واقع شده‌است.